# Sct. Pauls Cantori
Sct. Pauls Cantori består til daglig af en grundstamme på 18 sangere, som fortrinsvis er sangstuderende ved Det Jyske Musikkonservatorium og studerende ved Aarhus Universitet.
Cantoriet medvirker ved alle kirkelige handlinger i Skt. Pauls Kirke, Aarhus.
Cantoriet har en del koncertvirksomhed, og har senest bl.a. opført:
- Johannes Brahms Requiem
- Mozarts ”Kroningsmesse” og Haydns Paukemesse
- Duruflés Requiem
- Georg Friedrich Händels Messias i samarbejde med Randers Kammerorkester
- G.F. Händels Dixit Dominus
- Johann Sebastian Bach h-mol Messe

Cantoriet samarbejder jævnligt med professionelle landsdelsorkestre.
I maj 2013 medvirkede Cantoriet i en opførelse af Gustav Mahlers 8. Symfoni i samarbejde med Aarhus Symfoniorkester og en række øvrige kor. I julen 2013 opførtes Händels Messias ligeledes i samarbejde med Aarhus Symfoniorkester. 